# فرنسا 4
تلفزيون فرنسا 4 (بالفرنسية:France 4) هي قناة تلفزيونية عمومية تبث برامجها من فرنسا. تنتمي إلى تلفزيون فرنسا. بدأت بث برامجها في 24 يونيو 1996. المواضيع الرئيسية لها الموسيقى والفن.

## معرض صور

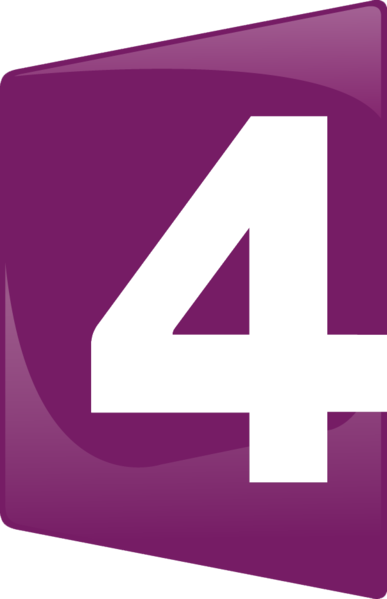

## وصلات خارجية
- موقع قناة فرنسا 4 (باللغة الفرنسية)